# Juncus littoralis
Juncus littoralis är en tågväxtart som beskrevs av Carl Anton von Meyer. Juncus littoralis ingår i släktet tåg, och familjen tågväxter. Inga underarter finns listade i Catalogue of Life.